# Leonardo de Sousa Pereira
Leonardo de Sousa Pereira (født 3. februar 1995) er en brasiliansk fodboldspiller.
Han har spillet for flere forskellige klubber i sin karriere, herunder FC Ryukyu.